# Valea Budului
Valea Budului – wieś w Rumunii, w okręgu Bacău, w gminie Mărgineni. W 2011 roku liczyła 415 mieszkańców.